# Sbírky starověkých kánonů

„Váhy spravedlnosti“ – kanonické právo katolické církve

Sbírky starověkých kánonů obsahují shromážděné soubory kanonického práva, které vznikly v různých dokumentech, jako jsou papežská a synodální rozhodnutí, a které lze označit obecným termínem kánony.
Kanonické právo nebylo od počátku hotovým produktem, ale spíše se postupně vyvíjelo. To platí zejména pro raná křesťanská staletí. Taková psaná práva, která existovala, nebyla původně univerzálními zákony, ale místními nebo provinčními zákony. Proto vznikla nutnost jejich sběru či kodifikace. Dřívější sbírky jsou stručné a obsahují jen málo zákonů, které jsou chronologicky určité. Teprve s nárůstem počtu právních předpisů se stala nutnou metodická klasifikace.
Tyto sbírky mohou být pravé (např. Versio Hispanica), nebo apokryfní, tj. vytvořené s pomocí dokumentů padělaných, zkomolených, chybně připisovaných nebo jinak defektních (např. Pseudoisidorské dekretálie). Mohou být oficiální a autentické (tj. vyhlášené kompetentní autoritou) nebo soukromé, dílo jednotlivců. O padělaných sbírkách z poloviny 9. století pojednává článek o pseudoisidorských dekretáliích.

## Od nejstarších sbírek až po apokryfní sbírky

### Apoštolské období
Hlavní článek: Starověké církevní předpisy
V prvotním křesťanském období vznikly apokryfní sbírky připisované apoštolům, které patří do žánru církevních předpisů. Nejdůležitější z nich jsou Učení dvanácti apoštolů (Didaché), Apoštolské konstituce (Constitutiones Apostolorum) a Apoštolské kánony (Canones apostolorum).
Apoštolské konstituce, ačkoli byly původně přijaty v celém Orientu, byly na trullanské synodě v roce 692 prohlášeny za apokryfní; na Západě nebyly nikdy přijaty jako církevní právo. Apoštolské kánony (osmdesát pět) byly naopak trullanskou synodou schváleny.
Dionysius Exiguus, západní kanonista z první poloviny šestého století, poznamenal, že „mnozí s obtížemi přijímají takzvané apoštolské kánony“. Přesto přijal do své sbírky prvních padesát těchto kánonů. Takzvané Decretum Gelasianum, de libris non recipiendis (kolem šestého století), je řadí mezi apokryfy.
Ze sbírky Dionýsia Exigua přešly do mnoha západních sbírek, i když jejich autorita nikdy nebyla na jedné úrovni. V Římě byly v devátém století přijaty v církevních rozhodnutích, ale v jedenáctém století jich kardinál Humbert de Silva Candida přijímá pouze prvních padesát. Pouze dva z nich (20, 29) se dostaly do Dekretálů Řehoře IX.

### Papežské dekretály
V prvních křesťanských staletích papežové vykonávali církevní správu prostřednictvím aktivní a rozsáhlé korespondence. Ze synody z roku 370 za papeže Damasa se dozvídáme, že protokoly jejich dopisů či dekretálů byly uchovávány v papežských archivech; tyto vatikánské archivy zanikly až do doby papeže Jana VIII. (zemřel roku 882). V osmnáctém a devatenáctém století byly učiněny pokusy o jejich rekonstrukci. V diskutovaném období (tj. do poloviny jedenáctého století) docházelo k neustálému využívání papežských dekretálů sestavovateli kanonických sbírek od šestého století.

### Řecké sbírky
Hlavní článek: Nomokánon
V roce 451 byla na chalcedonském koncilu citována sbírka koncilů, která se již nedochovala, a ani jméno sestavovatele se nikdy nevyskytlo. Na začátku sbírky byly tehdy umístěny dekrety z koncilu v Nikáji (325); následně byly zařazeny kánony z Antiochie (341), v této podobě ji znali chalcedonští otcové. V druhé polovině pátého století byly k tomuto církevnímu zákoníku připojeny kánony z Laodiceje (343–381), Konstantinopole (381), Efezu (431) a Chalcedonu (451) a nakonec (po neocaesarejských kánonech) dekrety ze Sardiky (343–344), v této podobě se sbírka používala v šestém století. Ačkoli má neoficiální charakter, představuje (včetně šedesáti osmi kánonů převzatých z „kanonických listů“ svatého Basila, I, III) koncilní disciplínu řecké církve mezi lety 500 a 600.
Tato sbírka byla řazena chronologicky. K roku 535 neznámý kompilátor metodicky roztřídil její materiály do šedesáti titulů a ke kánonům přidal jednadvacet císařských konstitucí týkajících se církevních záležitostí převzatých z Justiniánova kodexu. Tato sbírka se ztratila.
O několik let později (540–550) využil konstantinopolský patriarcha Jan III. Scholastikos tento kodex k sestavení nové metodické sbírky, kterou rozdělil do padesáti knih. Po císařově smrti (565) vyňal patriarcha z deseti jeho konstitucí, známých jako „Novellæ“, asi osmdesát sedm kapitol a připojil je k výše zmíněné sbírce.
Tak vznikly smíšené sbírky známé jako Nomokánony (řecky nomoi „zákony“, kanones „kánony“), které obsahovaly nejen církevní zákony, ale také císařské zákony týkající se stejných záležitostí. První z nich byla vydána za císaře Maurikia (582–602); pod každým titulem byly po kánonech uvedeny příslušné civilní zákony.
Quinisextská synoda (695) v Konstantinopoli, nazývaná trullanská podle sálu paláce (in trullo), kde se konala, vydala 102 disciplinárních kánonů; zahrnula také kánony předchozích koncilů a některé patristické předpisy, které všechny považovala za konstitutivní prvky církevního práva Východu. Tato sbírka tedy obsahuje oficiální výčet kánonů, jimiž se tehdy východní církev řídila, nikoli však oficiální schválení určité sbírky nebo konkrétního textu těchto kánonů. Apoštolský stolec tuto synodu nikdy plně neschválil. Podobnou rekapitulaci starověkých kánonů provedl v roce 787 druhý nikajský koncil.

### Italsko-latinské sbírky

#### Latinská verze Nikájského a Sardického kánonu
Předchozí koncil (325) se těšil dobré pověsti na celém Západě, kde byly v platnosti jeho kánony spolu s kánony sardskými, které doplnily protiariánské zákonodárství z Nikáje a jejichž dekrety byly původně sepsány v latině i řečtině. Kánony obou koncilů byly číslovány průběžně, jako by byly dílem jediného koncilu (s tímto rysem se setkáváme v různých latinských sbírkách), což vysvětluje, proč dřívější autoři někdy nazývají sardický koncil ekumenickým a jeho kánony připisují koncilu nikájskému. Nejstarší verze těchto kánonů citované v papežských dekretálech se již nedochovaly.

#### Verze „Hispana“ nebo „Isidoriana“
V polovině pátého století, možná i dříve, se objevila latinská verze výše zmíněných kánonů z Nikáje, Ankyry, Neocésareje a Gangry, k nimž byly o něco později přidány kánony z Antiochie, Laodiceje a Konstantinopole; kánony ze Sardiky byly vloženy přibližně ve stejné době po kánonech z Gangry. Bickell považuje za možné, že tato verze vznikla v severní Africe, zatímco Walter se přiklání ke Španělsku; dnes se obecně soudí, že verze vznikla v Itálii. Dlouho se však věřilo, že pochází ze Španělska, odtud název „Hispana“ nebo „Isidoriana“, přičemž druhý termín je odvozen od jejího zařazení do sbírky připisované svatému Isidorovi Sevillskému (viz níže Španělské sbírky), v níž byla upravena, samozřejmě podle textu, který sledoval španělský kompilátor.

#### Verze „Prisca“ nebo „Itala“
Zdá se, že i toto dílo vznikalo postupně v průběhu pátého století a ve své dnešní podobě vykazuje výše zmíněné kánony z Ankyry, Neocésareje, Nikáje, Sardiky, Gangry, Antiochie, Chalcedonu a Konstantinopole. Podle místa svého vzniku se mu začalo říkat „Itala“ a kvůli příliš rychlému závěru se mu začalo říkat „Prisca“, jak o něm mluvil Dionysius Exiguus v předmluvě své první sbírky, když napsal: „Laurentius se pohoršoval nad zmatkem, který panoval ve staré verzi [priscœ versionis]“.

#### „Collectio canonum Quesnelliana“
Hlavní článek: Collectio canonum Quesnelliana
Na počátku 6. století vznikla v Itálii rozsáhlá sbírka, která zřejmě vychází z „Antiqua Isidoriana“ a afrických sbírek a která kromě nejstarších východních a afrických koncilů obsahuje papežské dekretály (zejména leoninské), listy galikánských biskupů a další dokumenty. Starší bádání, počínaje Ballerinim, tvrdilo, že „Quesnelliana“ je galikánská sbírka, i když s přiznaným „římským koloritem“. Novější bádání se přiklání k italskému, možná dokonce římskému původu. Její název je odvozen od oratoriána P. Quesnela, jejího prvního editora. „Quesnelliana“ se zaměřuje na Chalcedon a Lvovy listy a je zcela zjevně zamýšlena jako manifest proti akaciánskému schizmatu, v němž východní biskupové v čele s konstantinopolským patriarchou Akaciem zpochybnili rozhodnutí chalcedonského koncilu a christologii stanovenou v „Tomu (Tomus)“ papeže Lva. Zdá se tedy, že základem výběru kompilátora byly všechny dokumenty, které podporují doktrinální jednotu obecně a Leónovu christologii zvláště. Z velkých chronologických sbírek kánonů, které vznikly v raném středověku, je „Quesnelliana“ pravděpodobně nejstarší dochovanou sbírkou a po „Collectio Dionysiana“ a „Collectio Hispana“ pravděpodobně nejvlivnější. Zůstala oblíbeným dílem až do devátého století, zejména ve Francii. Nejspíše to bylo kvůli četným papežským dopisům, které obsahovala a které se týkaly disciplinárních záležitostí, jež si zachovaly církevní význam po celý středověk. „Quesnelliana“ sehrála obzvláště důležitou roli při šíření Lvových listů v západní kanonistické literatuře a zejména z tohoto důvodu se podílela na kompilaci Pseudoizidora. Samotné rukopisné doklady naznačují, že Quesnelliana měla v osmém a devátém století v Galii poměrně široké rozšíření; ačkoli možná našla vítané publikum u galsko-franckých biskupů již v šestém století, kdy mohla být použita jako zdroj (spolu se „Sanblasianou“) pro „Collectio Colbertina“ a „Collectio Sancti Mauri“. V polovině osmého století si „Quesnelliana“ zajistila své místo důležité právní knihy v rámci franského episkopátu, kterému posloužila jako hlavní pramen během vlivného koncilu ve Verneuil v roce 755.

#### Sbírky Dionysia Exigua
Hlavní článek: Collectiones canonum Dionysianae
Další sbírky si vyžádal narůstající kanonický materiál latinského Západu v průběhu 5. století. Nebyly však zdaleka uspokojivé.
Kolem roku 500 se skýtský mnich Dionysius Exiguus, který přišel do Říma po smrti papeže Gelasia (496) a který dobře ovládal latinu i řečtinu, ujal vypracování přesnějšího překladu kánonů řeckých koncilů. V druhém úsilí shromáždil papežské dekretály od Siricia (384–389) po Anastasia II. (496–498), tedy včetně papeže Symmacha (514–523). Na příkaz papeže Hormisda (514–523) pořídil Dionysius třetí sbírku, do níž zahrnul původní znění všech kánonů řeckých koncilů spolu s jejich latinskou verzí; dochovala se však pouze předmluva. Nakonec spojil první a druhou sbírku do jedné, která tak spojila kánony koncilů a papežské dekretály; v této podobě se k nám Dionýsiovo dílo dostalo. Tato sbírka začíná tabulkou nebo seznamem titulů, z nichž každý se poté opakuje před příslušnými kánony; pak následuje prvních padesát apoštolských kánonů, kánony řeckých koncilů, kánony Kartága (419) a kánony předchozích afrických synod za Aurelia, které byly přečteny a vloženy na kartaginský koncil. Tuto první část sbírky uzavírá list papeže Bonifáce I., přečtený na témže koncilu, dopisy Cyrila Alexandrijského a Attika Konstantinopolského africkým otcům a list papeže Celestýna I. Druhá část sbírky začíná rovněž předmluvou v podobě dopisu knězi Juliánovi a tabulkou titulů; pak následuje jeden Siriciův dekretál, dvacet jedna dekretálů Inocence I., jeden Zosima, čtyři Bonifáce I., tři Celestýna I., sedm papeže Lva I., jeden Gelasia I. a jeden Anastasia II. Dodatky, s nimiž se setkáváme u Voela a Justela, jsou převzaty z horších rukopisů.

#### Sbírka Avellana
Nazývá se tak proto, že jeho nejstarší známý rukopis, který pro opatství Santa Croce Avellana zakoupil sv. Petr Damián (zemřel 1073), pochází pravděpodobně z poloviny 6. století. Nesleduje ani chronologické, ani logické pořadí a zdá se, že se do dnešní podoby rozrůstal podle toho, jak se sestavovatel setkával s materiály, které nám předal. Nicméně Girolamo Ballerini a Pietro Ballerini ji prohlašují za cennou sbírku kvůli velkému počtu raných kanonických dokumentů (téměř 200), které se nenacházejí v žádné jiné sbírce.
Všechny jeho texty jsou autentické, kromě osmi dopisů od různých osob Petrovi, biskupovi z Antiochie. Nejlepším vydáním je Otto Günther: Epistvlae imperatorvm pontificvm aliorvm inde ab a. CCCLXVII vsqve ad a. DLIII datae Avellana qvae dicitvr collectio. Corpus scriptorum ecclesiasticorum latinorum, sv. 35. Vindobonae: F. Tempsky, 1895.

#### Další sbírky
Navzdory popularitě Dionysia Exigua, která způsobila, že se předchozí sbírky přestaly používat, se jich několik zachovalo, stejně jako některé další soudobé sbírky. Stačí zmínit sbírku známou jako „Chieti“ nebo „Vaticana Reginæ“, díky níž se k nám dostala velmi stará a zřetelná verze dekretů nikájského koncilu.

### Sbírka africké církve

#### Kánony afrických koncilů
Od východní církve obdržela severní Afrika pouze dekrety z Niceje (325), za které vděčí Ceciliánovi z Kartága, jednomu z nicejských otců. Africká církev si vytvořila svůj domácí kázeňský kodex na vlastních koncilech. Bylo zvykem, že na každém koncilu byly čteny a potvrzovány kánony předchozích koncilů, a tak vznikaly sbírky koncilních dekretů, které však měly čistě místní platnost. Jejich morální autorita však byla velká a z latinských sbírek se nakonec dostaly do sbírek řeckých. Nejznámější z nich jsou: (a) kánony kartaginského koncilu (srpen 397), které potvrdily „breviář“ kánonů z Hippo (393), jeden z hlavních zdrojů africké církevní disciplíny; (b) kánony kartaginského koncilu (419), na němž bylo přítomno 217 biskupů a mezi jehož dekrety bylo vloženo 105 kánonů předchozích koncilů.

#### Statuta Ecclesiæ Antiqua
V druhé části Hispany (viz níže) a v dalších sbírkách se spolu s dalšími africkými koncily nachází 104 kánonů, které sestavovatel Hispany připisuje pseudočtvrtému kartaginskému koncilu z roku 398. Tyto kánony jsou často známy jako Statuta Ecclesiæ Antiqua a v některých rukopisech jsou nazvány Statuta antiqua Orientis.
Hefele tvrdí, že navzdory chybnému připsání jsou tyto kánony autentické, nebo přinejmenším shrnutí autentických kánonů starověkých afrických koncilů, a v současné podobě byly shromážděny před koncem šestého století. Naproti tomu Maassen, Louis Duchesne a Arthur Malnory je považují za kompilaci pořízenou v Arles v první polovině šestého století; Malnory uvádí jako jejich autora Caesaria z Arles.

#### „Breviatio Canonum“
Sbírka, kterou sestavil Fulgentius Ferrandus kolem roku 546, je metodickou sbírkou a pod sedmi tituly obsahuje 230 zkrácených kánonů řeckých (text „Hispana“) a afrických koncilů. Fulgentius byl jáhnem v Kartágu a žákem sv. Fulgencia z Ruspe.

#### Cresconiova „Concordia“
Cresconius Africanus, zřejmě biskup, sestavil svou sbírku kolem roku 690. Vychází ze sbírky Dionysia Exigua, jen místo toho, aby každý kánon reprodukoval v plném znění, zkracuje jej podle požadavků použitých titulů; odtud jeho název „Concordia“. Mezi předmluvu a text sbírky autor vložil resumé svého díla.

#### Egyptský církevní předpis
Egyptský církevní předpis je raně křesťanská sbírka kánonů, která upravuje hlavní rysy církevního života.

### Sbírky španělské církve
Jedná se o sbírky, které vznikly v zemích, jež byly kdysi pod vizigótskou nadvládou – ve Španělsku, Portugalsku a jižní Galii. Na tomto území se velmi často konaly koncily, zejména po obrácení krále Rekkared I. (587), a věnovaly velkou pozornost církevní kázni.
Tyto sbírky obsahují kromě dekretů španělských synod také kánony z Niceje a Sardiky (přijaté ve španělské církvi od samého počátku), kánony řeckých koncilů, známé pod názvem „Itala“, a kánony galikánského a afrického koncilu, které měly značný vliv na formování španělské církevní disciplíny. Tři z těchto sbírek jsou důležité.

#### „Capitula Martini“
Je rozdělena do dvou částí, z nichž jedna se týká biskupa a jeho kléru, druhá laiků; v obou autor metodicky třídí kánony koncilů do osmdesáti čtyř kapitol. Sám v předmluvě říká, že nepředstírá doslovnou reprodukci textu, ale s vytčeným cílem jej láme, zkracuje nebo glosuje, aby byl srozumitelnější „prostému lidu“; případně jej příležitostně upravil tak, aby vyhovoval španělské disciplíně jeho doby. Ačkoli bylo mnohé převzato z latinských, galikánských a afrických koncilů, převážnou část kánonů poskytují řecké koncily. „Kapituly“ byly přečteny a schváleny na druhé synodě v Braze v roce 572. Někteří spisovatelé, zmatení názvem, je připisovali papeži Martinovi I.; ve skutečnosti jsou dílem Martina Panonského, známějšího jako Martin z Bragy, jehož byl v 6. století arcibiskupem. Jejich text byl začleněn do „Isidoriany“, z níž je po srovnání variant v nejlepších rukopisech převzali a odděleně upravili Merlin a Gaspar Loaisa a v prvním svazku často citovaného díla Voel a Justel.

#### Španělský „Epitome“
Pod tímto názvem vznikla sbírka, kterou Ballerini vydal ze dvou rukopisů (Verona a Lucca). Má dvě části: jedna obsahuje kánony řeckého, afrického, galikánského a španělského koncilu; ve druhé se nacházejí různé papežské dekretály od Siricia až po papeže Vigilia (384-555) se dvěma apokryfními texty sv. Klementa a výňatkem ze sv. Jeronýma. Sestavovatel své texty záměrně zkrátil a uvádí pouze tři prameny, sbírku z Bragy („Capitula Martini“, jeho první kapitola je resumé tohoto díla), sbírku z Alcalá (Complutum) a sbírku z Cabry (Agrabensis). Ačkoli se „Epitome“ vyznačuje nedostatkem řádu a přesnosti, zajímá nás kvůli starobylosti svých pramenů. Maassen se domnívá, že souvisí s „Codex Canonum“, jádrem skupiny sbírek, z nichž nakonec vyšla „Hispana“ a o nichž bude pojednáno níže.

#### „Hispana“ nebo „Isidoriana“
Nelze ji zaměňovat s výše popsanou „Versio Hispanica“ nebo „Isidoriana“, která patřila mezi starší latinské sbírky a obsahovala pouze kánony řeckých koncilů.
Zmíněná sbírka, stejně jako sbírka Dionysia Exigua, na níž je založena, obsahuje dvě části: první obsahuje kánony řeckého, afrického, galikánského a španělského koncilu a některé dopisy sv. Cyrila Alexandrijského a Attika Konstantinopolského, zatímco druhá obsahuje papežské dekrety, jak je nacházíme u Dionysia, spolu s některými dalšími, z nichž většina je určena španělským biskupům. Jedná se o chronologickou „Hispanu“. O něco později, ke konci sedmého století, ji nějaký neznámý autor přepracoval do logického pořadí a rozdělil ji do deseti knih, které opět rozdělil na tituly a kapitoly. Toto je metodická „Hispana“. Nakonec měli opisovači ve zvyku umístit na začátek chronologické „Hispany“ obsah metodické sbírky, ovšem s odkazy na text chronologické: v této podobě byla známa jako „Excerpta Canonum“. Zdá se, že chronologická „Hispana“ byla původně „Codex Canonum“ zmíněný na čtvrté toledské synodě (633) s pozdějšími doplňky. V devátém století byl s nedostatečnými důkazy připisován sv. Isidorovi ze Sevilly.
Navzdory tomuto chybnému připsání obsahuje „Hispana“ jen velmi málo dokumentů pochybné pravosti. Později k ní byly připojeny dodatky, z nichž poslední byl převzat ze sedmnácté toledské synody (694). V této rozšířené podobě, tj. jako „Codex Canonum“, byla „Hispana“ schválena papežem Alexandrem III. jako autentická.
Až do třináctého století měla ve Španělsku velkou autoritu. Pseudo-Isidor hojně využíval její materiály.

### Gallikánské sbírky

#### Codex Carolinus
„Codex Carolinus“ je sbírka papežských dekretálů adresovaných franským panovníkům Karlu Martelovi, Pipinovi III. Krátkému a Karlu Velikému, sestavená na příkaz posledně jmenovaného v roce 791 (Patrologia Latina XCVIII), kterou nelze zaměňovat s „Libri Carolini“, v nichž byly pro papeže Adriana I. stanoveny různé body týkající se uctívání obrazů.

### Anglické a keltské sbírky
Michael Elliot charakterizoval historii sbírek kanonického práva v anglosaské Anglii takto:
[P]ro šíření sbírek kanonického práva v anglosaské církvi a studium sbírek kanonického práva anglosaskými duchovními mělo skutečně značný význam; i když nebyly tak populární jako v některých kontinentálních církvích, sloužily sbírky kanonického práva anglosaské církvi jako nepostradatelný disciplinární, vzdělávací a správní nástroj. Počínaje sedmým a osmým stoletím a díky silným vazbám rané anglosaské církve na římské vzory je v Anglii patrný značný vliv italských sbírek kanonického práva, především sbírek Dionysiana, Sanblasiana a Quesnelliana. Zdá se, že výuka a studium těchto sbírek probíhaly s největším zápalem zejména v Yorku a zejména v Canterbury pod vedením arcibiskupa Theodora. V osmém století se do Nizozemí a zemí na východ od Rýna sjížděli reformně smýšlející anglosasové, kteří byli prodchnuti právním učením těchto sbírek a přinášeli s sebou institucionální rámec a disciplinární modely, které zdědili po svých římských a keltských učitelích. Patřily k nim již zmíněné sbírky a také opisy Collectio Hibernensis a několik různých typů kajícných příruček (penitenciálů). V této době se také na kontinentě rozšířila důležitá redakce Collectio vetus Gallica, částečně díky činnosti anglosaských pracovníků. Zdá se, že tento vrchol anglosaské kanonické vzdělanosti, jehož příkladem byly od sedmého do konce osmého století takové osobnosti jako Wilfrid, Ecgberht, Bonifác a Alcuin, skončil někdy v devátém století, pravděpodobně v důsledku devastace způsobené vikingskými nájezdy, které způsobily těžké ztráty v materiální a intelektuální kultuře Anglie. V Anglii by zájem o studium kontinentálních kanonických pramenů a rukopisné zdroje potřebné k jeho provádění již nikdy za Anglosasů nedosáhly takové úrovně, jaké dosáhly v prvních dvou stech letech existence anglické církve. Po osmém století se zdá, že anglosaská církev rozvíjela stále silnější tradici právního fungování v rámci již existujícího světského právního rámce. V této tradici – která trvala přinejmenším od konce devátého století až do doby ovládnutí Anglie Normany a dále – stál právní a disciplinární duch anglické církve blízko vznikající síle západosaského královského rodu a čerpal z ní podporu. V důsledku toho hrály po celou dobu anglosaského období kontinentální sbírky kanonického práva odpovídající menší roli při ovlivňování práva a disciplíny církve a jejích členů. Nikdy však nezastaraly a v desátém a počátkem jedenáctého století lze pozorovat vzestup zájmu o tyto sbírky. Nové žánry kanonické literatury získávaly na kontinentu na popularitě již od počátku devátého století. Nejdůležitější z nich, pokud jde o anglosaské dějiny, byly rozsáhlé kajícné a kanonicko-penitenciální sbírky karolinského období. Řada těchto sbírek se v průběhu 10. století dostala přes kanál La Manche do Anglie a byla anglosaským episkopátem dobře přijata. Na počátku jedenáctého století, zejména díky činnosti opata Ælfrica a arcibiskupa Wulfstana, dosáhlo studium kanonickoprávních sbírek v Anglii opět určitého stupně propracovanosti. Nicméně navzdory stále těsnějším vazbám Anglie na církevní tradice kontinentu – kde se studiu kanonického práva v jedenáctém století dařilo – existuje jen málo známek toho, že by na Ælfricovy a Wulfstanovy úspěchy v oblasti kanonické vědy nějak významně navázali jejich anglosasští nástupci. Po dobytí Anglie se do Anglie dostaly normanské knihovny a personál, což je vývoj, který znamená skutečnou tečku za dějinami anglosaské kanonické tradice. Nové církevní reformy a drasticky odlišné kanonické zájmy arcibiskupa Lanfranka postavily studium kanonického práva v Anglii na zcela nové základy. S hromaděním nových textů a sbírek a s rozvojem nových vědeckých zásad jejich interpretace byla položena půda pro příspěvek anglonormanské Anglie k monumentálním kanonickým reformám dvanáctého století – reformám, v nichž již dávno zastaralá anglosaská kanonická tradice nehrála (téměř) žádnou roli.
Nejslavnějším keltským kanonickým dílem je Collectio Hibernensis z počátku osmého století, jehož sestavovatel shrnul předchozí církevní legislativu do šedesáti čtyř až šedesáti devíti kapitol, kterým předcházely výňatky z „Etymologií“ sv. Isidora Sevillského týkající se synodálních předpisů. V předmluvě se uvádí, že v zájmu stručnosti a přehlednosti a pro usmíření některých právních antinomií je snaha vykreslit spíše smysl kánonů než jejich literu. Jedná se o metodickou sbírku do té míry, že pojednávané záležitosti jsou zařazeny do příslušných kapitol, ale v jejich rozdělení panuje značný zmatek. Navzdory svým nedostatkům se tato sbírka dostala do Francie a Itálie a až do 12. století ovlivňovala církevní legislativu církví v obou zemích (Paul Fournier, De l'influence de la collection irlandaise sur les collections canoniques).

### Jednotlivé sbírky
Kromě výše popsaných obecných sbírek existuje několik speciálních nebo mimořádných sbírek, které si zaslouží krátkou zmínku.
1. Některé z nich se zabývají určitou herezí nebo schizmatem, např. sbírky z Tours, Verony, Salcburku a Monte Cassina, sbírky Notre Dame, Rustiens, Novaro-Vaticana a „Codex Encyclius“ týkající se Eutycha a Chalcedonského koncilu, „Veronensis“ a „Virdunensis“ v kauze Acacius.
2. Jiné obsahují dokumenty a právní texty, které se týkají jednotlivých církví nebo zemí, např. sbírka z Arles, v níž byla shromážděna privilegia této církve, sbírky z Lyonu, Beauvais, Saint-Amand, Fécamp atd., v nichž byly shromážděny kánony francouzských synod.
3. Do stejné kategorie lze zařadit i capitula nebo biskupská statuta, tj. rozhodnutí a předpisy, které místní biskupové shromažďují z různých míst pro potřeby a vedení svého kléru (viz kapituláře), např. „Capitula“ Theodulfa z Orléansu z konce 8. století (Patrologia Latina CV), Hata z Basileje (882, in Mon. Germ. Hist.: Leges, 1, 439-41) a Bonifáce z Mohuče (745, in D'Achéry, Spicilegium, ed. nova I, 597).
4. Další sbírky se zabývají některým speciálním bodem disciplíny. Takové jsou starověké liturgické sbírky, které Řekové nazývali „Euchologia“ a Latinové „Libri mysteriorum“ nebo také „– sacramentorum“, obvykleji „Sacramentaria“, od osmého století také Ordines Romani.[6] Sem patří také sbírky církevních formulæ (viz Sbírky formulářů), zejména Liber Diurnus římské kanceláře, sestavené pravděpodobně mezi lety 685 a 782 (Patrologia Latina CV, 11), které vydal Garnier (Paříž 1680) a nově M. de Rozières (Paříž 1869) a Th. Sickel (Vídeň, 1889). Zvláštní zmínku si zaslouží Penitenciály (Libri Pœnitentiales), sbírky kajícných kánonů, rad a katalogů církevních sankcí, k nimž byla postupně přidávána pravidla pro udělování svátosti pokání.

### Sbírky církevně-občanských zákonů
Občanské právo jako takové nemá na kanonickém fóru žádné postavení, ale v prvních staletích své existence církev často doplňovala své kanonické zákonodárství přejímáním některých ustanovení světského práva. Navíc buď na základě vzájemné dohody, jako za karolinských králů, nebo uzurpací církevní oblasti civilní mocí, jak se často stávalo za byzantských císařů, vydávala civilní moc zákony ve věcech samých o sobě čistě kanonických; takové zákony bylo vhodné, aby církevní osoba znala. Kněz navíc často potřebuje znát příslušné civilní právo, aby mohl správně rozhodovat i v čistě světských záležitostech, které jsou mu občas předkládány. Odtud plyne užitečnost sbírek civilních zákonů týkajících se církevních záležitostí nebo správy kanonických zákonů (praxis canonica). Na Východě jsme již zaznamenali sbírky známé jako „Nomocanones“; na Západě existovaly také smíšené sbírky stejného charakteru.
1. Sbírky římského práva. Toto právo zajímalo především církevní představitele barbarských království, která vznikla na troskách Západní říše, neboť podle něj nadále žili (Ecclesia vivit lege romana); kromě zákonů Anglosasů bylo navíc římským právem hluboce ovlivněno zákonodárství všech barbarských národů Galie, Španělska a Itálie. (a) „Lex romana canonice compta“, zřejmě sestavený v Lombardii v průběhu 9. století a předaný v rukopise Národní knihovny v Paříži. Obsahuje části „Institutiones“ z Justiniánova „Kodexu“ a Juliánova „Epitome“.

1. Kapituláře franských králů. Jejich zákony byly velmi příznivé náboženským zájmům; nemálo z nich bylo výsledkem vzájemného jednání civilní i církevní moci. Odtud pramenila výjimečná autorita královských kapitulářů před církevními soudy. V první polovině 9. století Ansegisus, opat z Fontenelles (823–833), shromáždil ve čtyřech knihách kapituláře Karla Velikého, Ludvíka Pobožného a Lotara I.; první dvě knihy obsahují ustanovení týkající se „církevního uspořádání“, druhé dvě předkládají „světské právo“. Ansegisus sám přidal tři dodatky. Jeho dílo bylo hojně využíváno ve Francii, Německu a Itálii a bylo citováno na sněmech a na koncilech jako autentická sbírka.

Tento rychlý náčrt ukazuje životaschopnost církve od prvních staletí a její neustálou aktivitu ve prospěch zachování církevní kázně. Během tohoto dlouhého vývoje řecká církev sjednocuje své zákonodárství, ale jen málo přijímá zpoza svých hranic. Na druhé straně západní církev, snad s jedinou výjimkou Afriky, dělá pokroky v rozvoji místní kázně a projevuje snahu sladit partikulární legislativu s dekretály papežů, kánony všeobecných koncilů a zvláštním zákonodárstvím zbytku církve. Nepochybně se ve výše popsané sbírce kánonů, která je výsledkem tohoto dlouhého disciplinárního vývoje, setkáváme s padělanými dekrety koncilů a dekretály papežů, dokonce i s padělanými sbírkami, např. sbírkami pseudoapoštolského zákonodárství. Nicméně vliv těchto apokryfních děl na další kanonické sbírky byl omezený. Ty byly téměř všeobecně tvořeny autentickými dokumenty. Kanonická věda by se v budoucnu živila výhradně z legitimních pramenů, kdyby se kolem poloviny 9. století neobjevilo větší množství padělaných dokumentů (Kapitulář Benedikta Levity, Kapitulář Angilramni, Kánony Izáka z Langres, především sbírka Pseudo-Izidora). Církevní bdělost však neustala; zvláště na Západě církev stále energicky protestovala proti úpadku své disciplíny; svědčí o tom četné koncily, diecézní synody a společná shromáždění biskupů a civilních úředníků, také četné (více než čtyřicet) nové kanonické sbírky od devátého do počátku dvanáctého století, jejichž metodický řád předznamenává velké právní syntézy pozdějších staletí. Protože však nebyly z velké části sestaveny přímo z původních kanonických pramenů, ale z bezprostředně předcházejících sbírek, které zase často závisely na apokryfní produkci devátého století, jeví se jako poskvrněné do té míry, do jaké využívají těchto falz. Takové poskvrnění však ovlivňuje spíše kritickou hodnotu těchto sbírek než legitimitu legislativy, kterou vykazují. Ačkoli „falešné dekretály“ jistě ovlivnily církevní disciplínu, dnes se obecně uznává, že nezavedly žádné zásadní nebo ústavní změny. Dávaly jasnější formulaci některým zásadám církevní ústavy nebo častěji uváděly do praxe některá pravidla, která byla dosud v každodenním užívání méně uznávána. Pokud jde o podstatu tohoto dlouhého vývoje disciplinárního zákonodárství, můžeme spolu s Paulem Fournierem rozpoznat dvojí proud. Německé sbírky sice neopomíjejí uznat práva papežského primátu, ale zřejmě se zabývají přizpůsobením kánonů aktuálním potřebám doby a místa; to je patrné zejména ve sbírce Burcharda z Wormsu. Italské sbírky naproti tomu více trvají na právech papežského primátu a obecně duchovní moci. Fournier označuje za zvláště vlivnou v tomto smyslu sbírku v sedmdesáti čtyřech titulech. Obě tendence se setkávají a spojují v dílech Iva ze Chartres. Sbírky této epochy lze tedy zařadit do těchto dvou širokých kategorií. Na těchto, zatím poněkud provizorních názorech však příliš netrváme a přejdeme k popisu hlavních sbírek dalšího období, přičemž se zpravidla budeme držet chronologického pořadí.

## Konec 9. století až do Gratiána (1139-1150)
V těchto dvou stoletích se církevní autority poměrně aktivně snažily čelit úpadku křesťanské kázně; důkazem toho je četnost koncilů, společných shromáždění biskupů a císařských úředníků a diecézních synod, jejichž dekrety (kapituláře) biskupové často vydávali. V tomto období vzniklo mnoho nových sbírek kánonů, z nichž, jak již bylo řečeno, je nám známo asi čtyřicet.

### Collectio Anselmo Dedicata
Jeho dvanáct knih pojednává o hierarchii, soudech, církevních osobách, duchovních věcech (pravidla víry, předpisy, svátosti, liturgie) a osobách odloučených od církve. Jejími prameny jsou „Dionysiana“, „Hispana“, korespondence (Registrum) Řehoře I. a různé sbírky civilních zákonů. Čerpala však také z Pseudo-Izidora.
Je věnována Anselmovi, nepochybně Anselmovi II. z Milána (833–897), a předpokládá se, že byla sestavena v Itálii koncem 9. století. Je jistě starší než Burchard z Wormsu (1012–1023), jehož dílo je na této sbírce závislé. Autor je neznámý.

### Sbírka Regina z Prümu
Dílo Regina z Prümu nese název „De ecclesiasticis disciplinis et religione Christiana“ („O církevní kázni a křesťanském náboženství“). Podle předmluvy bylo sestaveno na příkaz trevírského metropolity Ratboda jako příručka pro biskupské použití při diecézních vizitacích.
Jeho dvě knihy pojednávají o duchovních a církevním majetku, a to u laiků. Každá kniha začíná seznamem (elenchus) otázek, které naznačují body, jež jsou z pohledu biskupa nejdůležitější. Po tomto katechismu přidává kánony a církevní autority vztahující se ke každé otázce.
Sbírka vznikla kolem roku 906 a zdá se, že se opírá o starší sbírku, kterou vydal Richter pod názvem „Antiqua Canonum collectio qua in libris de synodalibus causis compilandis usus est Regino Prumiensis“ (Marburg, 1844).

### „Capitula Abbonis“
Abbo, opat z Fleury (zemřel roku 1004), věnoval Hugovi Capetovi a jeho synovi Robertu Capetovi sbírku o padesáti šesti kapitolách.
Zabývá se duchovenstvem, církevním majetkem, mnichy a jejich vztahy s biskupy. Kromě kánonů a papežských dekretálů Abbo využil kapitulářů, římského občanského práva a zákonů Vizigótů; jeho sbírka je zvláštní tím, že citované texty zařadil do vlastního kontextu.

### „Collectarium Canonum“ nebo „Libri decretorum“ Burcharda z Wormsu
Tuto sbírku dvaceti knih, často nazývanou Brocardus, sestavil Burchard, církevní hodnostář z Mohuče, později biskup wormský (1002–1025), na popud Brunicha, wormského probošta, a s pomocí Waltera, biskupa ze Speyeru, a mnicha Alberta. Burchard poměrně přesně dodržuje následující pořadí: hierarchie, liturgie, svátosti, delikty, sankce a trestní řízení. Devatenáctá kniha byla familiárně nazývána Medicus nebo Corrector, protože pojednávala o duchovních neduzích různých vrstev věřících; byla vydána Wasserschlebenem v Bussordnungen der abendländischen Kirche (Lipsko, 1851). Dvacátá část, která pojednává o Prozřetelnosti, předurčení a konci světa, je tedy teologickým pojednáním.
Sbírka, která vznikla mezi lety 1013 a 1023 (snad v roce 1021 nebo 1022), není pouhou kompilací, ale revizí církevního práva z hlediska aktuálních potřeb a pokusem o smíření různých právních antinomií či rozporů. Burchard je předchůdcem Gratiana a stejně jako on byl ve své době velmi oblíbeným kanonistou. Je závislý na výše zmíněných sbírkách z devátého století a dokonce k nim přidal apokryfní dokumenty a mylné atribuce. Dvě právě popsané sbírky (Regino a Collectio Anselmo dedicata) byly známy a z velké části jím využívány. Také Pseudo-Isidor mu poskytl více než 200 kusů. Celá sbírka se nachází v Patrologia Latina, CXL.

### „Collectio Duodecim Partium“
Zatím nevydaná, je od neznámého, pravděpodobně německého autora. Obsahuje mnoho z Burcharda, poměrně přesně se drží jeho řádu a podle většiny názorů kopíruje jeho materiál, i když někteří se domnívají, že je starší než Burchard.

### Sbírka v sedmdesáti čtyřech knihách
Sbírka v sedmdesáti čtyřech knihách neboli „Diversorum sententia Patrum“, známá bratrům Balleriniovým a Augustinu Theinerovi, je předmětem studie Paula Fourniera, který ji považuje za kompilaci z poloviny jedenáctého století, pořízenou přibližně za působení sv. Lva IX. (1048–1054) a z prostředí tohoto papeže a Hildebrandova.
Byla dobře známá v Itálii i mimo ni a poskytovala ostatním sbírkám nejen jejich obecný řád, ale také mnoho jejich materiálu. Fournier se domnívá, že je zdrojem sbírky Anselma z Luccy, Tarraconensis a Polycarpus, a také dalších jím uvedených sbírek.

### Sbírka Anselma z Luccy
Tato sbírka je rozdělena do třinácti knih. Vychází z Burcharda a „Collectio Anselmo dedicata“ a obsahuje mnoho apokryfních děl a papežských dekretálů, které se v jiných sbírkách nevyskytují.
Nemá žádnou předmluvu; z úvodu (Incipit) vatikánského rukopisu je zřejmé, že dílo sestavil Anselm z Luccy za pontifikátu a na příkaz papeže Řehoře VII. (zemřel 1085). Téměř celé přešlo do Gratiánova dekretu.

### Sbírka kardinála Deusdedita
Kardinál Deusdedit měl možnost využívat korespondenci (Registrum) papeže Řehoře VII. a také římské archivy.
Jeho dílo je věnováno papeži Viktorovi III. (1086–1087), Řehořovu nástupci, a pochází tedy z doby jeho vlády; jeho čtyři knihy o papežském primátu, římském kléru, církevním majetku a Petrově patrimoniu odrážejí soudobé obavy papežského okolí v této fázi konfliktu o investituru mezi církví a Svatou říší římskou.

### Sbírka Bonizo
Bonizo, biskup ze Sutri u Piacenzy, vydal zřejmě o něco později než v roce 1089 sbírku v deseti knihách, kterým předchází krátká předmluva a které postupně pojednávají o katechismu a křtu, dále o povinnostech různých vrstev věřících: církevních představených a nižšího kléru, světských autorit a jejich poddaných, a nakonec o léčení duší a kajícných kánonech. Pouze čtvrtá kniha (De excellentiā Ecclesiæ Romanæ) našla editora, kardinála Maie, v sedmém svazku jeho „Nova Bibliotheca Patrum“ (Řím 1854).

### „Polycarpus“
Sbírka v osmi knihách, nazvaná tak podle svého autora, Řehoře, kardinála ze San Crisogono (q.v.), a věnovaná Diegu Gelmírezovi, arcibiskupovi z Compostelly, jehož jméno je uvedeno pouze iniciálou „D.“; známý také jako Didakus, byl arcibiskupem tohoto stolce v letech 1101 až 1120, což je tedy přibližná datace „Polykarpa“ (nyní se uvádí kolem roku 1113). Závisí na Anselmovi z Luccy a na „Collectio Anselmo dedicata“ a na výše zmíněné „Sbírce v sedmdesáti čtyřech knihách“; autor však musel mít přístup do římských archivů.

### Sbírka Iva ze Chartres
Výrazný vliv na vývoj kanonického práva měl Ivo ze Chartres (zemřel v roce 1115 nebo 1117). Za studii o jeho právnické činnosti vděčíme Paulu Fournierovi.
Zanechal nám:
1. „Decretum“, rozsáhlé repertorium (písemný soupis archiválií) o sedmnácti částech a třech tisících sedmi stech šedesáti kapitolách; ačkoli je zhruba rozděleno do výše zmíněných sedmnácti rubrik, jeho obsah je poskládán bez řádu a zřejmě představuje neuspořádané výsledky autorových studií a bádání; proto se předpokládá, že „Decretum“ je pouhým přípravným náčrtem „Panormie“ (viz níže), jejím hrubým materiálem. Theiner nepřipouští, že by „Decretum“ bylo Ivovým dílem; přesto se všeobecně uznává, že Ivo je autorem, nebo že alespoň řídil jeho sestavení. Nachází se v něm téměř celý Burchard a kromě toho řada kanonických textů, také římské a franské právní texty shromážděné z italských pramenů. Fournier jej datuje mezi roky 1090 a 1095. Nachází se v Patrologia Latina CLXI.
2. „Panormia“, která je sice dílem Iva. Je mnohem kratší než „Decretum“ (má jen osm knih) a je také kompaktnější a uspořádanější. Jeho látka je převzata z „Decretum“, ale nabízí některé doplňky, zejména ve třetí a čtvrté knize. Zdá se, že vzniklo kolem roku 1095 a v té době se jeví jako jakási metodická Summa kanonického práva; s Burchardem se dělilo o popularitu v následujících padesáti letech, tj. až do vzniku Gratiánova „Decretum“.
3. „Tripartita“, nazývaná tak kvůli svému trojímu rozdělení, obsahuje ve své první části papežské dekretály až od Urbana II. (zemřel 1099), a není tedy pozdějšího data; její druhá část nabízí kánony koncilů podle textu „Hispana“; třetí část obsahuje výňatky z církevních otců a z římského – a franského – práva.[p 19]

### Různorodé sbírky
Všechny tři výše popsané sbírky (Decretum, Panormia, Tripartita) si vyžádaly a našly zkrácení. Kromě toho vznikaly nové sbírky díky novým přírůstkům do těchto hlavních kompilací a novým kombinacím s jinými podobnými díly. Mezi ně patří například:
1. „Cæsaraugustana“, tak se nazývá proto, že se nachází ve španělském kartuziánském klášteře nedaleko Zaragozy. Zdá se, že byla sestavena v Akvitánii, a neobsahuje žádné papežské dekretály pozdější než Paschal II. (zemřel 1118), což naznačuje její sestavení v dřívější době. Jejích patnáct knih si hodně vypůjčuje z „Decretum“ Iva ze Chartres.
2. „Sbírka v deseti částech“, sestavená ve Francii v letech 1125 až 1130, rozšířené vydání „Panormie“.
3. „Summa-Decretorum“ Haymoa, biskupa z Châlons-sur-Marne (1153), zkrácená verze předchozího díla.
4. Antonius Augustinus, který v 16. století uvedl ve známost sbírku „Cæsaraugustana“, odhalil také existenci „Tarraconensis“, která se k němu dostala ze španělského cisterciáckého kláštera Ploblete u Tarragony v šesti knihách. Není doložena později než za papeže Řehoře VII. (zemřel 1085), a patří tedy do konce jedenáctého století; „Correctores Romani“, jimž vděčíme (1572–1585) za oficiální vydání „Corpus iuris canonici“, a byla využita „Tarraconensis“.[p 20]